# Fontaine gallo-romaine de Braux-le-Châtel
La fontaine de Braux  sont situées sur la commune de Braux-le-Châtel, dans le département de la Haute-Marne.

## Protection
L'édifice est classé au titre des monuments historiques en 1915.

## Histoire
Un monument en plein cintre du IIe siècle canalise la source de la Brozé, elle se trouve sur l'axe de la voie romaine qui relie Andemantunnum à Dorocortorum. Cette voie a été reconnue par les services vicinaux, elle fait 5 mètres de largeur sur 1,5 mètre d'épaisseur ; entre Braux et Bricon, certaines parties du hérisson ont été doublées.
Entre la Brozé et la D'Hui des traces d'habitat gallo-romain ont été exhumées lors de la construction du chemin de fer.